# Chalcorana crassiovis
Chalcorana crassiovis es una especie de anfibio anuro de la familia Ranidae.

## Distribución geográfica
Esta especie es endémica de Sumatra en Indonesia. Se encuentra en Bander Baru en las montañas de Battak a 1000 m sobre el nivel del mar.

## Publicación original
- Boulenger, 1920 : Reptiles and batrachians collected in Korinchi, west Sumatra, by Messrs. H. C. Robinson and C. Boden Kloss. Journal of the Federated Malay States Museums, vol. 8, n.º 2, p. 285–296.[5]